# لبانه
لبانه (به صربی: Lebane) یک شهرستان در صربستان است که در صربستان جنوبی و شرقی واقع شده‌است. لبانه ۲۷۵ متر بالاتر از سطح دریا واقع شده‌است.